# Melrose Bickerstaff
Melissa Rose "Melrose" Bickerstaff (sinh 6 tháng 2 năm 1983) là một người mẫu, một nhà thiết kế thời trang đến từ California, Mỹ. Cô trở nên nổi tiếng khi về nhì cuộc thi America's Next Top Model mùa thi thứ 7. Melrose hiện có hợp đồng với công ty Storm Model.

## America's Next Top Model
Với sự nhiệt tình nhưng đôi khi thái quá, một số thí sinh khác không thích cô như: Monique Calhoun, Anchal Joseph và Eugena Washington. Cô vào chung kết với Caridee English và Caridee chiến thắng mặc dù ban giám khảo cho rằng khả năng trình diễn của Melrose tốt hơn của Caridee.

## Sự nghiệp người mẫu
Cô hiện đang có hợp đồng với công ty Strom Model, nơi cũng là công ty của các siêu mẫu nổi tiếng như Kate Moss,Cindy Crawford và Alek Wek.Cô cũng trình diễn cho một số hãng thời trang và nhà thiết kế.
Cô đang được cho rằng có quan hệ với nam diễn viên Jeremy Piven.